# Bratz (risana serija)
Bratz [brec] je ameriška animirana TV-serija, osnovana na istoimenski seriji igrač, ki je bila izvirno na sporedu v letih 2005 in 2006 na postaji 4Kids TV (del mreže Fox Broadcasting Company). Risanka je ustvarjena za deklice, stare od 6 do 12 let.

## Povzetek
Prijateljice Cloe, Sasha, Jade and Yasmin imajo uspešno revijo Bratz, vendar jih hoče uničiti urednica revije Tvoja stvar, Burdine Maxwell s svojima pomočnicama Kristee in Kaycee Smith. Vendar Bratzke jih vedno premagajo in nekega dne ustanovijo tudi glasbeno skupino Bratz Rock Angels. Z njimi sta vedno fanta Cameron in Dylan.

### Bratz
Cloe, Sasha, Jade in Jasmin so urednice revije. Za vsako številko potujejo po svetu. Revija je uspešna, vendar jo lahko ogrozi revija Tvoja stvar, katere urednica je Burdine Maxwell. Vendar Burdine na koncu vedno izgubi in tudi nadere svoji pomočnci, češ, da sta onidve krivi.

### Tvoja stvar
Ne preveč uspešna revija urednice Burdine Maxwell. Neuspešna je zaradi revije Bratz, zato hoče Burdine konkurenco uničiti. Pri ustvarjanju revije in nagajanju urednicam revije Bratz ji pomagata Kristee in Kaycee Smith.